# Greece Digital Songs
Greece Digital Songs es una lista publicada por la revista Billboard. La lista incluye las estadísticas de ventas de sencillos y canciones que son populares en Grecia. Los datos están basados en las cifras de ventas, que se compilan por Nielsen SoundScan.
Actualmente, el primer puesto es ocupado por la canción «Take Me to Church» del cantante, compositor y músico irlandés Hozier que lleva un récord de 18 semanas consecutivas en la lista.